# Kabinett Johansen I
Das Kabinett Johansen I war die sechste Regierung Grönlands.

## Entstehung
Die Siumut ging aus der Parlamentswahl als Sieger hervor. Da sowohl der bisherige Premierminister Jonathan Motzfeldt als auch Lars Emil Johansen für sich beanspruchten, neuer Premierminister zu werden, wurde eine parteiinterne Wahl unter den Vorstands- und Fraktionsmitgliedern der Partei durchgeführt, die Lars Emil Johansen mit 10:8 gewinnen konnte. Die Partei ging daraufhin Koalitionsgespräche mit der Inuit Ataqatigiit ein, die am 17. März 1991 erfolgreich beendet wurden.
Im Mai 1992 musste Kaj Egede zurücktreten, nachdem ein Forellenzuchtprojekt in Qorlortorsuaq unter seiner Verantwortung das Budget um mehrere Millionen Kronen überschritten hatte. Er wurde durch Hans Iversen ersetzt.

## Kabinett
| Minister                                | Ministerium                              | Anmerkung        |
| --------------------------------------- | ---------------------------------------- | ---------------- |
| Lars Emil Johansen (Siumut)             | Premierminister                          |                  |
| Emil Abelsen (Siumut)                   | Wirtschaft                               |                  |
| Kaj Egede (Siumut)                      | Fischerei, Industrie und Außendistrikte  | bis 19. Mai 1992 |
| Hans Iversen (Siumut)                   | Fischerei, Jagd und Landwirtschaft       | ab 19. Mai 1992  |
| Marianne Jensen (Siumut)                | Kultur, Bildung, Kirche und Arbeitsmarkt | bis 19. Mai 1992 |
| Marianne Jensen (Siumut)                | Kultur, Bildung, Kirche und Forschung    | ab 19. Mai 1992  |
| Kuupik Kleist (Inuit Ataqatigiit)       | Wohnungswesen und Technisches            |                  |
| Ove Rosing Olsen (Siumut)               | Gesundheit und Umwelt                    |                  |
| Henriette Rasmussen (Inuit Ataqatigiit) | Soziales                                 |                  |